# جمال سادات
جمال سادات (امهری: ጃማል ጻዳት؛ زادهٔ ۲ ژوئیهٔ ۱۹۸۳) بازیکن فوتبال اهل اتیوپی است.
وی همچنین در تیم ملی فوتبال اتیوپی بازی کرده است.